# Stromanthe hjalmarssonii
Stromanthe hjalmarssonii är en strimbladsväxtart som först beskrevs av Friedrich August Körnicke, och fick sitt nu gällande namn av Otto Georg Petersen och Karl Moritz Schumann. Stromanthe hjalmarssonii ingår i släktet broktoppar, och familjen strimbladsväxter. Inga underarter finns listade.